# The Devil (film 1908)
The Devil è un cortometraggio muto sceneggiato e diretto da David W. Griffith. La sceneggiatura si basa sul lavoro teatrale Az ördög; vigjátek három felvon di Ferenc Molnár, andato in scena a Budapest nel 1907.
Griffith e il direttore della fotografia G.W. Bitzer usarono per il film il sistema di animazione stop motion.

## Trama
Un pittore, felicemente sposato, si fa tentare dalla bellezza di una modella. Il diavolo causerà la sua morte e quella della moglie che, scoperto il tradimento del marito, vorrà vendicarsi. A sua volta sorpresa insieme a uno spasimante, fuggirà inseguita dal marito, follemente geloso, che finirà per ucciderla prima di suicidarsi.

## Produzione
Prodotto dalla American Mutoscope and Biograph Company,  il film fu girato a New York negli studios della Biograph il 12 settembre 1908.

## Distribuzione
Il copyright del film, richiesto dall'American Mutoscope and Biograph Co., fu registrato il 25 settembre 1908 con il numero H116154.
Distribuito dall'American Mutoscope and Biograph Company, il film - un cortometraggio di 174 metri - uscì in sala il 2 ottobre 1908. Copia della pellicola viene conservata (positivo 35 mm) negli archivi della Library of Congress.